# Конга, Паулина
Паулина Конга — кенийская легкоатлетка, которая специализировалась в беге на 5000 метров. Серебряная призёрка олимпийских игр 1996 года и бронзовая призёрка финала Гран-при IAAF 1996 года. Победительница кросса Cross Internacional de Venta de Baños 1995 года. Является первой кенийской женщиной, которая выиграла олимпийскую медаль. Выступала на Олимпиаде 1992 года в беге на 3000 метров, но не смогла выйти в финал.

## Личная жизнь
Замужем за двукратным серебряным призёром олимпийских игр Полом Битоком. Мать двоих детей. После завершения спортивной карьеры работала охранником в женской тюрьме Найроби. В 2004 году на чемпионате Кении среди работников тюрем заняла 5-е место на дистанции 5000 метров.